# The Car
The Car is een Amerikaanse horrorfilm uit 1977, geregisseerd door Elliot Silverstein. De hoofdrollen worden vertolkt door James Brolin, Kathleen Lloyd, John Marley en Ronny Cox, samen met echte zussen Kim en Kyle Richards (als dochters van Brolin). De film werd geproduceerd en gedistribueerd door Universal Pictures en werd beïnvloed door tal van roadmovies uit de jaren 70, waaronder Steven Spielberg's thriller Duel (1971) en Roger Corman's actiefilm Death Race 2000 (1975). In 2019 verscheen een vervolg The Car: Road to Revenge met Cox die terugkeerde in de reeks.

## Verhaal
Een mysterieuze zwarte auto duikt op een dag op in Santa Ynez, een fictieve kleine stad in de Amerikaanse staat Utah. De auto brengt verschillende mensen om het leven, waaronder twee over een brug fietsende scholieren en een lifter. 
Nadat ook sheriff Everett door de auto wordt gedood, moet zijn assistent Wade Parent proberen de orde te herstellen en de auto te stoppen. Dan valt de ogenschijnlijk zelfrijdende auto de repetitie van de plaatselijke school voor een straatparade aan. De leerlingen en leraren, waaronder Wade's vriendin Lauren, vluchten naar een begraafplaats waar de auto hen niet lijkt te kunnen volgen. Wade Parent probeert de schutter te vangen, maar verschillende politieagenten worden gedood en de auto ontsnapt. 
Nadat de auto dwars door Laurens huis heen is gereden en zodoende ook haar heeft vermoord, zweert de politieagent wraak te nemen. Inmiddels is het vermoed gerezen dat de bestuurder van de auto geen mens is, maar een bovennatuurlijke kracht: de duivel. Met de hulp van een paar collega's en vrienden slaagt Parent er uiteindelijk in om de auto een kloof in te laten rijden en hem daar met een grote verzameling explosieven op te blazen. Satans gezicht verschijnt vaag in de explosiewolk. 
Parent is de enige die tot het einde, althans officieel, weigert toe te geven dat er een bovennatuurlijke kracht bij betrokken was.

## Rolverdeling
| Acteur             | Personage                |
| ------------------ | ------------------------ |
| James Brolin       | Sheriff Wade Parent      |
| Kathleen Lloyd     | Lauren Humphries         |
| John Marley        | Sheriff Everett Peck     |
| Ronny Cox          | Hulpsheriff Luke Johnson |
| Elizabeth Thompson | Margie Johnson           |
| R.G. Armstrong     | Amos Clemens             |
| John Rubinstein    | John Morris              |
| Kim Richards       | Lynn Marie Parent        |
| Kyle Richards      | Debbie Parent            |